# Hieracium amorphophyllum
Hieracium amorphophyllum es una especie de planta con flor del género Hieracium, de la familia Asteraceae, orden Asterales.

## Distribución
Hieracium amorphophyllum se distribuye por Noruega y Suecia.

## Taxonomía
Fue descrita científicamente por Dahlst. ex Johanss. Fue publicada en Ark. Bot. 6(18): 41 (1907).